# Minna Haapkylä
Minna-Maria Erika Haapkylä (ur. 10 czerwca 1973 w Helsinkach) – fińska aktorka. Zdobyła dwie nagrody Jussi: pierwszą w 1999 roku za najlepszą rolę drugoplanową w Rakkaudella Maire Veikko Aaltonena, a drugą w 2009 roku za najlepszą rolę pierwszoplanową w Kuulustelu Jörna Donnera. Na przestrzeni lat 2002–2014 była żoną aktora Hannu-Pekki Björkmana, z którym ma dwóch synów. Obecnie Haapkylä jest w związku z aktorką Joanną Haartti.

## Wybrana filmografia
- Suolaista ja makeaa (1995)
- Rakkaudella Maire (1999)
- Kuutamolla (2002)
- Perły i wieprze (Helmiä ja sikoja, 2003)
- Pułapki dorosłości (Lapsia ja aikuisia, 2004)
- FC Venus (2005)
- Selon Charlie (2006)
- W skórze węża (Le Serpent, 2006)
- Święty Mikołaj (Joulutarina, 2007)
- Raja 1918 (2007)
- Erottamattomat (2008)
- Kuulustelu (2009)
- Wykluczeni (Sovinto, 2010)
- Armi elää! (2015)